# Gemeindewachkörper
Gemeindewachkörper sind in Österreich als Teil des öffentlichen Sicherheitsdienstes von Gemeinden aufgestellte Wachkörper; das sind nach militärischem Muster eingerichtete Formationen, denen polizeiliche Aufgaben übertragen sind (Art. 78d Abs. 1 B-VG), insbesondere im Bereich der örtlichen Sicherheitspolizei (Art. 15 Abs. 2 B-VG). Sie treten unter Bezeichnungen wie Gemeindesicherheitswache, Städtische Sicherheitswache, Gemeinde-, Orts- oder Stadtpolizei auf, womit jedoch auch schlichte Gemeindesicherheitswachen ohne Wachkörper gemeint sein können.
Gemeindesicherheitswachen im Allgemeinen sind Dienststellen einer Gemeinde, die mit Aufgaben der Sicherheitsverwaltung betraut sind und über Wachpersonal verfügen. Dieses Personal kann, muss aber nicht unbedingt einen Wachkörper bilden.

## Voraussetzungen
Prinzipiell können alle Gemeinden Gemeindewachkörper errichten, mit Ausnahme der Städte, in denen eine Landespolizeidirektion zugleich Sicherheitsbehörde erster Instanz ist (Art. 78d Abs. 2 B-VG). Das sind die 15 Statutarstädte abzüglich Krems und Waidhofen, zuzüglich Leoben und Schwechat (§ 8 SPG).
Gemeindewachkörper bedürfen einer gewissen Personalstärke. Der Bundesgesetzgeber ging 1998 davon aus, dass unter einer Anzahl von etwa zehn Beamten nicht von einem Gemeindewachkörper gesprochen werden könne; die Landespolizeidirektion Salzburg ließ 2016 fünf Personen genügen.
Die Errichtung eines Gemeindewachkörpers oder eine Änderung seiner Organisation ist der Bundesregierung anzuzeigen (Art. 118 Abs. 8 B-VG).

## Aufgaben und Befugnisse
Ein Gemeindewachkörper hat zunächst einmal die Aufgabe, im eigenen und übertragenen Wirkungsbereich der Gemeinde als Hilfsorgan sicherheits- und verwaltungspolizeilichen Exekutivdienst zu versehen („verlängerter Arm des Bürgermeisters“).
Im eigenen Wirkungsbereich der Gemeinde liegen Aufgaben und Befugnisse beispielsweise auf dem Gebiet der örtlichen Sicherheitspolizei nach den Landessicherheits- und Polizeistrafgesetzen oder auf dem Gebiet der Parkraumüberwachung.
Auch im übertragenen Wirkungsbereich der Gemeinde kann ein Gemeindewachkörper zum Einsatz kommen. Das betrifft beispielsweise die bundesgesetzlichen Aufgaben des Bürgermeisters als Fundbehörde (§ 4 Abs. 3 Satz 1 SPG) und Meldebehörde (§ 13 MeldeG) oder nach Maßgabe des Landesrechts die Handhabung der Verkehrspolizei nach der Straßenverkehrsordnung (§§ 94c, 97 Abs. 1 Satz 1 StVO) und die Mitwirkung an der Vollziehung des Kraftfahrgesetzes (§ 123 Abs. 3 KFG).
Darüber hinaus können Gemeindewachkörper ermächtigt werden, für andere Behörden tätig zu werden (Art. 118a Abs. 1 B-VG). Das betrifft beispielsweise
- die Mitwirkung an der Handhabung des Verwaltungsstrafgesetzes (Art. 118a Abs. 2 B-VG)[15]
- den sicherheitspolizeilichen Exekutivdienst im Sinne des Sicherheitspolizeigesetzes (§ 9 Abs. 3 und 4, § 14 Abs. 4 SPG)[16]
- den kriminalpolizeilichen Exekutivdienst (§ 18 Abs. 4 StPO)[17]
- die Mitwirkung bei der Vollziehung der Straßenverkehrsordnung (§ 97 Abs. 1 Satz 2 StVO)[18]

für die Bezirksverwaltungsbehörde oder
- die Besorgung der Fremdenpolizei (§ 4 FPG)[19]

für die Landespolizeidirektion.
Je nach Zuweisungslage kann der Aufgabenumfang von Gemeindewachkörpern unterschiedlich sein.

## Politische Bedeutung
Die Existenz der Gemeindewachkörper wird generell als Zugeständnis des Bundesgesetzgebers an das Sicherheitsbedürfnis der Länder verstanden. Um eine Aufweichung der Sicherheitskompetenzen des Bundes möglichst zu vermeiden, was durch die Einrichtung einer Landespolizei aus dessen Sicht der Fall gewesen wäre, wurden den Gemeinden sicherheitspolizeiliche Aufgaben zugestanden. Gemeindewachkörper existieren seit Beginn der Ersten Republik österreichweit. Vermehrt wurden sie dort eingerichtet, wo sie aufgrund der touristischen Gegebenheit für notwendig befunden wurden, wie zum Beispiel in etlichen Kurorten. Vor allem in den westlichen Bundesländern Tirol und Vorarlberg, wo von jeher viel Wert auf Föderalismus und Selbstbestimmung gelegt wird, ist die Zahl der Gemeindewachkörper verhältnismäßig höher als in Ostösterreich. In allen Bundesländern außer dem Burgenland, Wien und Kärnten gibt es Gemeindewachkörper. Im Mai 2009 äußerte das Bundeskanzleramt verfassungsrechtliche Bedenken gegen den Plan des Vorarlberger Gemeindeverbandes Montafon, einen Gemeindewachkörper zu gründen. Dies, so das Bundeskanzleramt, stehe nur einzelnen Gemeinden, nicht aber Verbänden zu.

## Abgrenzung

### Andere Organe im Allgemeinen
Gemeindewachkörper sind zu unterscheiden von
- anderen Wachkörpern: Bundespolizei und Justizwache
- anderen Organen des öffentlichen Sicherheitsdienstes (SPG): Bundespolizei und zur Ausübung unmittelbarer Befehls- und Zwangsgewalt besonders ermächtigte Personen bei den Sicherheitsbehörden
- anderen Organen der öffentlichen Aufsicht (VStG), darunter die anderen Organe des öffentlichen Sicherheitsdienstes und besonders bestellte Aufsichtsorgane.[21]

### Örtliche Sicherheitspolizei im Besonderen
Soweit im Bereich der örtlichen Sicherheitspolizei oder auch der Parkraumüberwachung ein Vollzugsdienst als notwendig angesehen wird, gibt es verschiedene Möglichkeiten:
- Wahrnehmung durch die Gemeinde mittels eigenen Gemeindewachkörpers. Diese Option besteht für diejenigen Städte nicht, in denen eine Landespolizeidirektion Sicherheitsbehörde erster Instanz ist (Art. 78d Abs. 2 B-VG; siehe oben #Voraussetzungen).
- Übertragung auf die Landespolizeidirektion. Dies bedarf der Zustimmung der Bundesregierung (Art. 118 Abs. 7 B-VG) und ist für Wien geschehen.[22]
- Wahrnehmung durch die Gemeinde mittels eigener Mitarbeiter, die keinen Wachkörper bilden (z. B. schlichte Gemeindesicherheitswache, Ordnungsamt/-wache), oder mittels externer Aufsichtsorgane (Beispiel: Ordnungsdienst Linz).[23] Die Bezeichnungen Ordnungsamt oder Ordnungswache gibt es insbesondere in Städten, die im erstinstanzlichen Zuständigkeitsbereich einer Landespolizeidirektion liegen,[24] aber auch in Bischofshofen;[25] sie zeigen an, dass es sich nicht um Organe des öffentlichen Sicherheitsdienstes handelt. Auch die Rathauswachen in Wien[26] und Graz[27] mit Aufgaben des Personen- und Objektschutzes sind keine Gemeindewachkörper, sondern eher eine Art „Hauswache“.[28]

## Personal
Ein Gemeindewachkörper setzt sich aus uniformierten und bewaffneten Beamten zusammen. Amtstitel und Bezüge entsprechen im Wesentlichen denen im Exekutivdienst des Bundes.
Beamte der Bundespolizei und eines Gemeindewachkörpers müssen die gleiche Polizeiausbildung durchlaufen, da sie auf dem jeweiligen Gemeindegebiet die gleichen Aufgaben wahrnehmen dürfen. Somit können Gemeinden, um Personal zu bekommen, die Ausbildung der jeweiligen Anwärter bei einem der elf Bildungszentren der Sicherheitsexekutive (BZS) finanzieren oder, wie dies mehrheitlich der Fall ist, eine Gemeinde wirbt Bundespolizisten für den Dienst in einem Gemeindewachkörper ab. Dies hat für die Gemeinde den Vorteil, dass die Ausbildungskosten wegfallen und für den abgeworbenen Beamten den Vorteil, dass dieser nicht an einen anderen Ort versetzt werden kann und die Dienstzeiten oftmals als vorteilhafter empfunden werden.

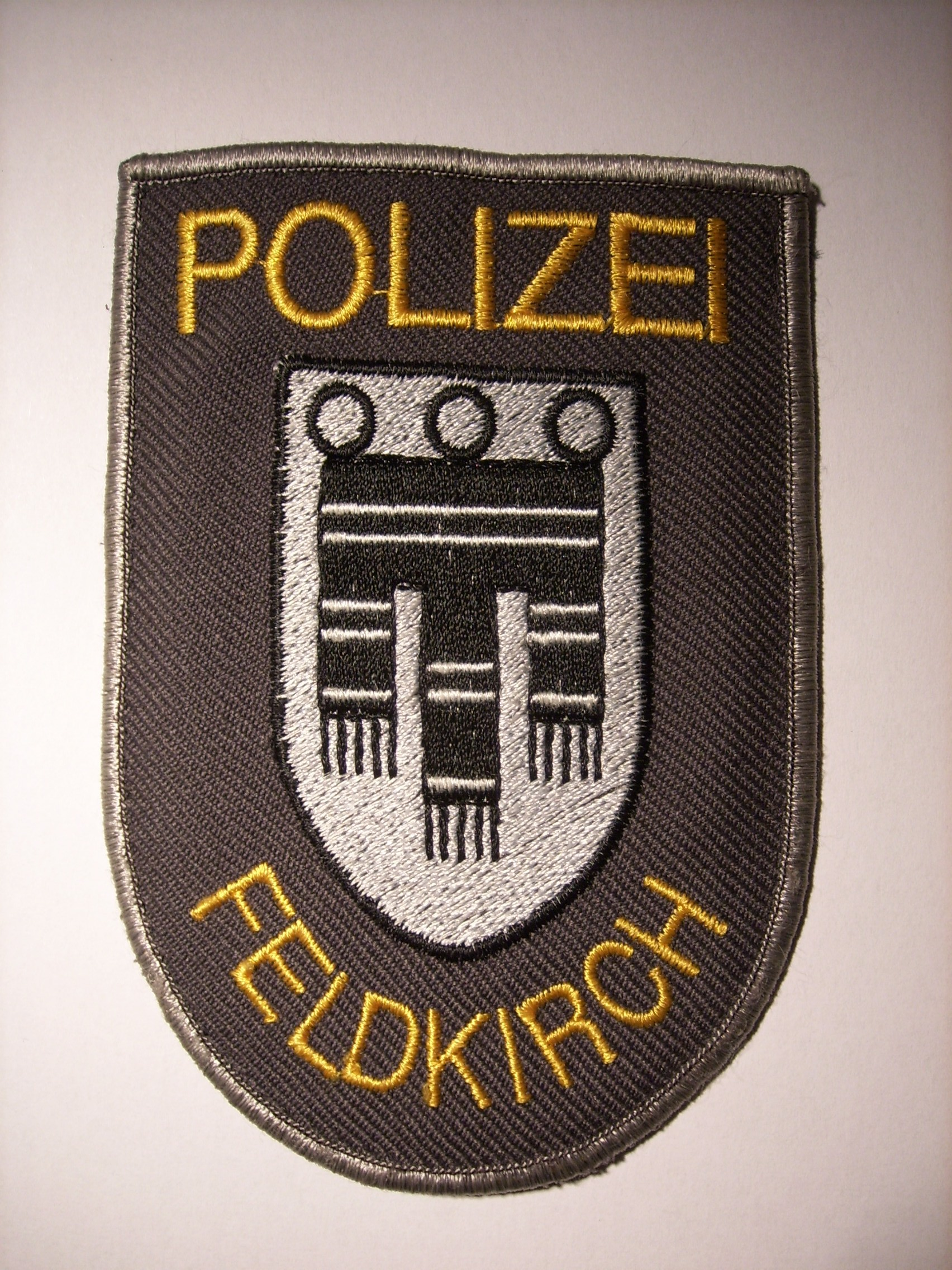
Ärmelabzeichen der Stadtpolizei Feldkirch vor der Umstellung von Grau auf Blau

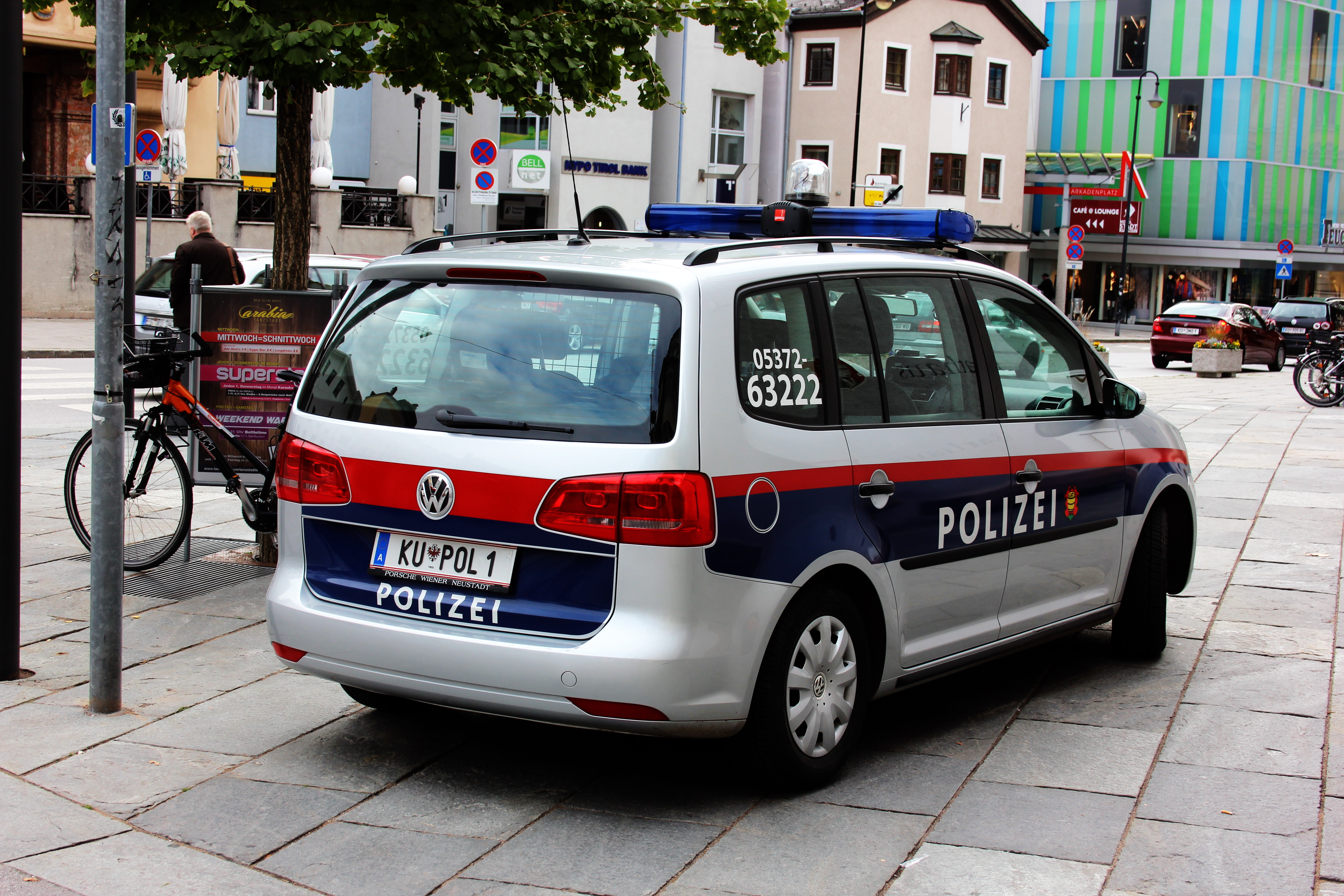
Fahrzeug der Stadtpolizei Kufstein

## Ausrüstung

### Uniform
Bis zum Jahr 2012 unterschieden sich die Bundespolizei und die Gemeindewachkörper in ihren Uniformen. So war der Kappensteg der Gemeindesicherheitswachebeamten blau statt rot. Auch die silbernen Lampassen an den Uniformhosen der Bundespolizisten trugen die Angehörigen der Gemeindewachkörper nicht. Mittlerweile wurden diese Verbote aufgehoben. Andererseits ist es den Bediensteten der Bundespolizei nach wie vor nicht gestattet, Gemeindewappen an ihrer Uniform zu tragen. Die Beamten der Gemeindewachkörper wiederum tragen statt des Bundeswappens das Gemeindewappen mit entsprechender Umschrift an den Uniformjacken.
In der Anschaffung der Ausrüstung sind die Gemeinden grundsätzlich frei und an keine Vorgaben gebunden. Die meisten Gemeindewachkörper tragen jedoch die reguläre Uniform, wie sie von der Bundespolizei verwendet wird. Eine Ausnahme bildet zum Beispiel die Stadtpolizei Baden, die ihre Uniformen vom LZN in Hann. Münden bezieht. Bis auf die Schulter und Rangabzeichen sowie die Polizeisterne sind die Uniformen daher identisch mit jenen der Polizisten aus Hamburg, Bremen, Schleswig-Holstein und Niedersachsen.

### Fahrzeuge
Die Fahrzeuge der Gemeindewachkörper verfügen über keine eigenen Behördenkennzeichen wie die Bundespolizei. Sie tragen gewöhnliche Nummernschilder des jeweiligen Bezirkes. Auf den Einsatzfahrzeugen ist das Bundeswappen nicht abgebildet. Häufig ist jedoch das Gemeindewappen angebracht. Die meisten Gemeindewachkörper verfügen über Einsatzautos, einige auch über Motorrad- und Fahrradstreifen.

## Liste der Gemeindesicherheitswachen
Die Bundesländer Vorarlberg und Tirol verfügen über die größte Anzahl an Gemeindesicherheitswachen in Österreich. Ein Drittel der insgesamt 313 (Stand: 2016) Gemeindewachebediensteten in Österreich ist in Vorarlberg tätig. Dies liegt zum Großteil daran, dass das Bundesland das Einzige ist, das die Bildung von Gemeindewachkörpern finanziell unterstützt. Zudem gibt es in Vorarlberg seit dem Jahr 1975 als Landesauszeichnung das Ehrenzeichen für Verdienste auf dem Gebiet der örtlichen Sicherheitspolizei.
Die Abgrenzung zwischen Gemeindesicherheitswachen mit und ohne Gemeindewachkörper kann im Einzelfall schwierig sein. Größere Gemeindesicherheitswachen sind im Folgenden in Fettdruck gesetzt. Ordnungswachen im erstinstanzlichen Zuständigkeitsbereich einer Landespolizeidirektion, die von Gesetzes wegen keine Gemeindewachkörper bilden dürfen, sind nicht erfasst.
Niederösterreich (4)
- Amstetten: gegründet 1873, Bezeichnung: Stadtpolizei, 9 Beamte, 4 Vertragsbedienstete[36]
- Baden bei Wien: gegründet 1811,[37] Bezeichnung: Stadtpolizei,[38] größte Gemeindesicherheitswache in Österreich mit 38 Beamten und 12 Vertragsbediensteten in Sicherheitswache/Kriminalabteilung/Verkehrsabteilung;[39][40] die Stadtpolizisten tragen das Uniformmodell der Hamburger Polizei
- Gmünd: gegründet 1887, Bezeichnung: Stadtpolizei, 2 Beamte[41]
- Neunkirchen: gegründet 1869, Bezeichnung: Stadtpolizei,[42] 8 Beamte[43]

Oberösterreich (7)
- Bad Ischl: Bezeichnung: Städtische Sicherheitswache, 7 Beamte[44]
- Braunau am Inn: Bezeichnung: Stadtpolizei, 11 Beamte[45]
- Gmunden: Bezeichnung: Stadtpolizei, 11 Beamte[46][47]
- Ried im Innkreis: Bezeichnung: Sicherheitswache, 11 Beamte[48]
- Schärding: Bezeichnung: Stadtpolizei, 3 Beamte[49]
- Traun: Bezeichnung: Stadtpolizei, 9 Beamte[50][51]
- Vöcklabruck: gegründet 1898,[52] Bezeichnung: Stadtpolizei, 7 Beamte[53]

Salzburg (3)
- Bischofshofen: Bezeichnung: Ordnungsamt, 2 Beamte[25]
- Hallein: gegründet 1862, Bezeichnung: Stadtpolizei, 9 Beamte[54]
- Zell am See: Gegründet: 2018, Bezeichnung: Stadtpolizei, 5 Beamte[55][56][57][58]

Steiermark (3)
- Fürstenfeld: Bezeichnung: Stadtpolizei, 1 Beamter[59]
- Kapfenberg: Bezeichnung: Stadtpolizei, 17 Beamte[60][61]
- Weiz: Bezeichnung: Stadtpolizei, 4 Beamte[62]

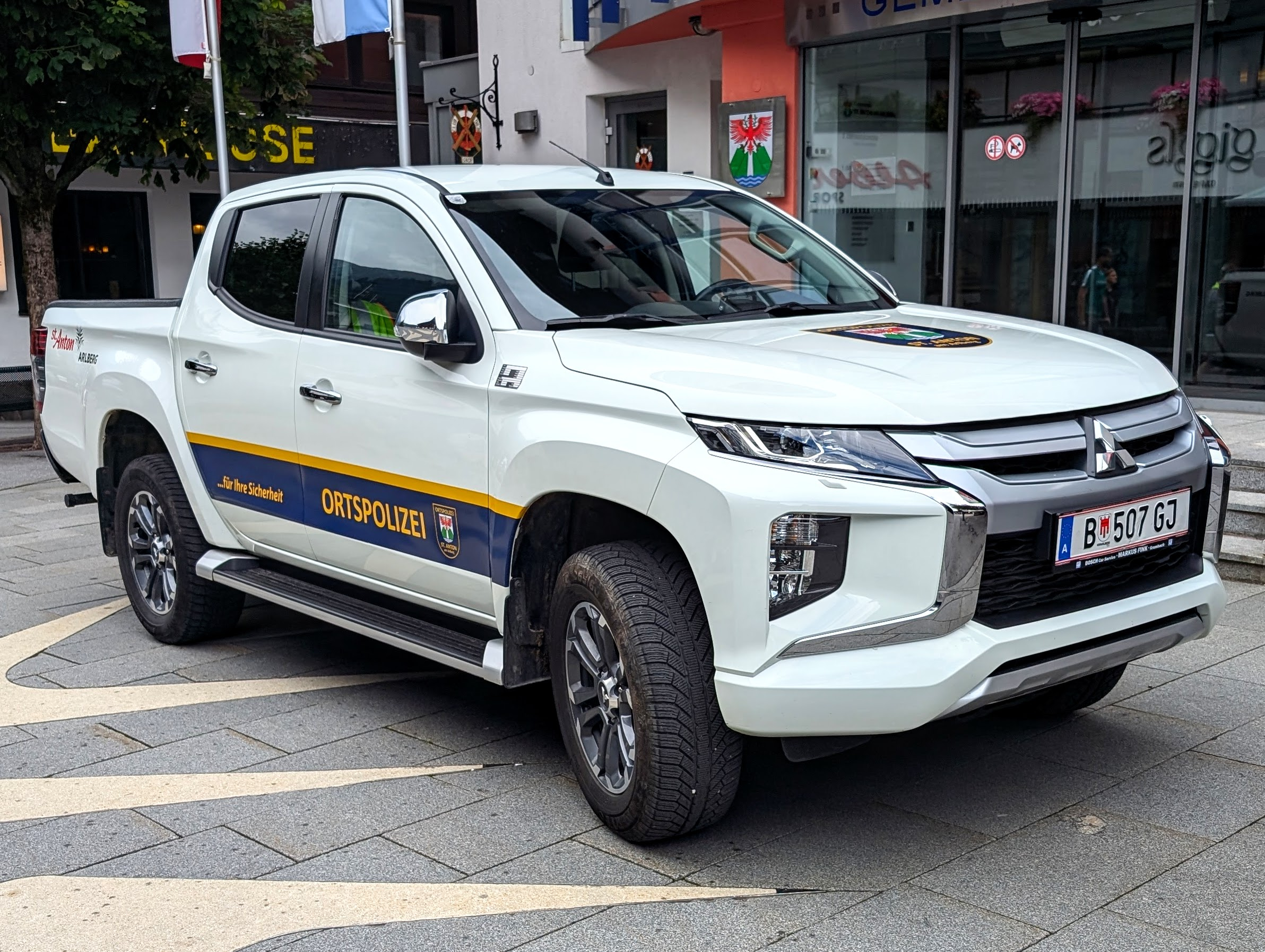
Fahrzeug der Ortspolizei in St. Anton am Arlberg

Tirol (13)
- Fügen: gegründet 2020,[63] Bezeichnung: Gemeindewache, 2 Beamte[64]
- Hall in Tirol: Bezeichnung: Stadtpolizei, 4 Beamte[65]
- Imst: Bezeichnung: Stadtpolizei, 3 Beamte[66][67]
- Kitzbühel: Bezeichnung: Stadtpolizei, 4 Beamte[68]
- Kufstein: Bezeichnung: Stadtpolizei, 12 Beamte[69]
- Landeck: Bezeichnung: Stadtpolizei, 2 Beamte[70]
- Mayrhofen: Bezeichnung: Gemeindepolizei, 3 Beamte[71]
- Schwaz: Bezeichnung: Stadtpolizei, 4 Beamte[72]
- Serfaus: Bezeichnung: Ortspolizei, 3 Beamte[73]
- Sölden: Bezeichnung: Gemeindepolizei, 1 Beamter[74]
- St. Anton am Arlberg: Bezeichnung: Ortspolizei, 1 Beamter[75][5]
- Wattens: Bezeichnung: Gemeindepolizei, 2 Beamte[76]
- Wörgl: Bezeichnung: Stadtpolizei, 7 Beamte[77]

Vorarlberg (11)
- Bludenz: Bezeichnung: Städtische Sicherheitswache, 9 Beamte[78]
- Bregenz: gegründet 1795,[79] Bezeichnung: Stadtpolizei, 21 Beamte[80]
- Dornbirn: Bezeichnung: Stadtpolizei, 27 Beamte[81] (ein Beamter ist Lech zugeteilt)[82]
- Feldkirch: Bezeichnung: Stadtpolizei, 22 Beamte[83]
- Götzis: Bezeichnung: Gemeindesicherheitswache, 2 Beamte[84]
- Hard: gegründet 2020,[85] Bezeichnung: Gemeindepolizei, 2 Beamte[86][87]
- Hohenems: Bezeichnung: Stadtpolizei, 5 Beamte[88]
- Lustenau: Bezeichnung: Sicherheitswache, 7 Beamte[89]
- Mittelberg: Bezeichnung: Sicherheitswache[90]
- Rankweil: Bezeichnung: Gemeindepolizei, 4 Beamte[91]
- Schruns: Bezeichnung: Sicherheitswache[92]

### Ehemalige Gemeindesicherheitswachen
Niederösterreich
- Berndorf: Stadtpolizei[93]
- Heidenreichstein
- Krems an der Donau (bis 1972)[94]
- Waidhofen an der Ybbs: Städtische Sicherheitswache (bis 1972)[95]

Oberösterreich
- Ebensee am Traunsee: Stadtpolizei/Sicherheitswache
- Enns: Stadtpolizei
- Freistadt: Städtische Sicherheitswache[96]

Steiermark
- Bruck an der Mur: Stadtpolizei (bis 2012)[97]
- Deutschlandsberg

Tirol
- Hopfgarten im Brixental
- Kirchberg in Tirol
- Kundl
- Reutte: Gemeindepolizei[6]
- Westendorf: Gemeindepolizei[98]

Vorarlberg
- Höchst
- Lech

Im Zeitraum von 1955 bis 1965 beispielsweise wurden insgesamt (in allen Bundesländern) vier Gemeindewachkörper neu errichtet, aber 35 aufgelöst.